# Sonic-Log
Ein Sonic-Log oder Akustik-Log ist eine seismische Bohrlochmessung zur teufenabhängigen Aufzeichnung der Laufzeit einer Kompressionswelle (P-Welle) in einer Bohrung.
Die Hauptanwendungen eines Sonic-Logs sind die lithologische Gliederung des Bohrprofils, die Identifizierung von Kluft- und Störungszonen sowie die Bestimmung der Porosität der Gesteine.

## Messung

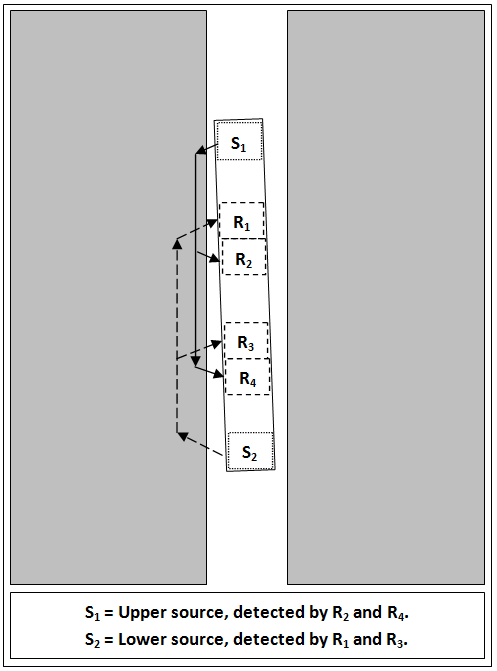
Quell- und Empfängeranordnung eines Sonic-Logs

Der Zielparameter der akustischen Bohrlochmessung ist der Laufzeitunterschied {\displaystyle \Delta t} pro Intervall der Bohrung, oft angegeben in Mikrosekunden pro Meter oder Fuß. Bestimnt wird der Laufzeitunterschied zwischen piezoelektrischen Empfängern und Sendern innerhalb des Bohrloches. Um die Schwankungen in der Dicke des Bohrschlamms zu kompensieren, gibt es tatsächlich zwei Empfänger unterschiedlichen Abstands. Da die Laufzeit im Bohrschlamm für beide gleich ist, ergibt sich die Laufzeit in der Formation durch:
{\displaystyle \Delta t=t_{fern}-t_{nah}}
Falls eine Korrektur der Neigung und Schwankungen im Bohrlochdurchmesser notwendig ist, können sowohl Aufwärts- als auch Abwärts-Anordnungen verwendet und ein Durchschnitt berechnet werden. Insgesamt ergibt dies ein Schallprotokoll, das aus einem oder zwei Quellen und zwei oder vier Aufnehmern besteht, die alle in einer einzelnen Einheit, der sogenannten „Sonde“, angeordnet sind und in das Bohrloch hinabgelassen werden.

## Auswertung
Die Laufzeit einer Kompressionswelle in Gestein wird durch die chemisch-mineralogische Zusammensetzung sowie durch die texturalen und strukturellen Eigenschaften beeinflusst, insbesondere durch den Anteil des Porenraums. Jedes Gestein hat eine spezifische Schallgeschwindigkeit, die in der Regel mit der Dichte des Gesteins zunimmt. Kompakte, nahezu porenfreie Gesteine wie Quarzite und Kalksteine zeigen im Sonic-Log daher geringere Laufzeiten im Vergleich zu weniger dichten Tonsteinen. Mit zunehmender Porosität oder in gelockerten Kluft- und Störungszonen steigt die Laufzeit der seismischen Welle an. Bei bekannter Matrixdichte kann die Porosität aus dem Sonic-Log wie folgt ermittelt werden:
{\displaystyle \phi ={\frac {\Delta t-\Delta t_{m}}{\Delta t_{f}-\Delta t_{m}}}}
wobei {\displaystyle \phi } = Porosität, {\displaystyle \Delta t} = gemessene Laufzeit (Log-Wert), {\displaystyle \Delta t_{m}} = Laufzeit in der Gesteinsmatrix und {\displaystyle \Delta t_{f}} = Laufzeit im Fluid.